# كيفن أيرز
كيفن أيرز (بالإنجليزية: Kevin Ayers)‏ هو منتج أسطوانات ومغن مؤلف ومغني وملحن وكاتب أغاني وعازف قيثارة بريطاني، ولد في 16 أغسطس 1944 في هيرن باي في المملكة المتحدة، وتوفي في 18 فبراير 2013 في Montolieu ‏ في فرنسا.

## وصلات خارجية
- كيفن أيرز على موقع IMDb (الإنجليزية)
- كيفن أيرز على موقع ميوزك برينز (الإنجليزية)
- كيفن أيرز على موقع إن إن دي بي (الإنجليزية)
- كيفن أيرز على موقع أول ميوزيك (الإنجليزية)
- كيفن أيرز على موقع ديسكوغز (الإنجليزية)